# Probruggmanniella phillyreae
Probruggmanniella phillyreae är en tvåvingeart som först beskrevs av Tavares 1907.  Probruggmanniella phillyreae ingår i släktet Probruggmanniella och familjen gallmyggor. Inga underarter finns listade i Catalogue of Life.